# 大隅夏井車站
大隅夏井車站（日语：／ Ōsumi-natsui eki */?）是屬九州旅客鐵道日南線之車站，位於鹿兒島縣志布志市志布志町夏井。本站與總站志布志站是日南線內唯二位於鹿兒島縣的車站，也是JR九州宮崎支社管轄範圍的非縣內站。

## 車站構造
側式月台1面1線的地面車站。

## 車站周邊
- 志布志夏井簡易郵局

## 歷史
- 1935年4月15日：志布志線志布志至榎原之間開通，此站啟用[2]。
- 1962年8月1日：無人化。

## 相鄰車站
九州旅客鐵道
日南線
■快速「日南Marine號」（只限下行運行。飫肥站起各站停車）、■普通
福島高松－大隅夏井－志布志

## 軼事
2025年春季JR青春18車票的宣傳海報，是以本站與志布志站之間線路景色為背景。

## 外部連結
- JR九州 － 大隅夏井車站 （页面存档备份，存于）（日語）